# 小行星12524
小行星12524（12524 Conscience）是一颗绕太阳运转的小行星，为主小行星带小行星。该小行星于1998年4月25日发现。

## 轨道参数
小行星12524的轨道半长轴为2.3190191 UA，离心率为0.195。